# Camarda
Camarda is een plaats (frazione) in de Italiaanse gemeente L'Aquila.